# نوره (لبنان)
نوره (به عربی: النورة) یک منطقهٔ مسکونی در لبنان است که در شهرستان عکار واقع شده‌است. نوره ۳۷۴ نفر جمعیت دارد.